# W
W, w («дубль-ве») — 23-тя літера латинської абетки. У класичній латинській мові літери W не існувало, хоча також не розрізнялися U і V.

## Історія
В алфавіті класичної латинської мови літери «W» не існувало, вона з'явилася лише у ранньому Середньовіччі і призначалася для передавання деяких звуків германських мов. Утворена як лігатура двох літер V, з чим і пов'язана її назва («подвійне V»).

## Використання
W вживається в багатьох писемностях, заснованих на латинському альфабеті (англійською, німецькою, нідерландською, польською та іншими мовами), але в писемності романських мов, що походять від латинської, а також фінно-угорських мов та низки інших мов — практично лише в запозичених словах.

### Германські мови
У германських мовах на певному етапі розвитку виникло два подібні звуки: 
- за загальнонімецьким пересуванням приголосних фонема p перейшла в фонему /f///v/, яка вимовлялася як v між голосними і як /f/ — в інших випадках;
- поряд з цим існував звук /w/ (приблизно як в англійській, відповідає в кирилиці ў (в)), який утворився з праіндоєвропейського незлогового /u/.

### Слов'янські мови
У польському альфабеті літера Ww завжди використовується для позначення звуку /v/, вживання літери Vv є лише в запозичених словах.
До ХХ століття ця літера використовувалася завжди в білоруському латинському альфабеті. Наприкінці 1930-х років відбулася остання графічна трансформація білоруської латиниці через те, що деякі видавці, ймовірно, намагаючись уникнути досить ненависних для деяких білорусів ознак «польськости», почали відмовлятися від історичного w на користь v, яка стала переважаючою практикою в другій половині 1930-х років, яка застосовується і до цього часу.
Також вона використовується в сучасних системах латинізації білоруської мови для літери Ўў, наприклад у британській і BGN/PCGN системах, навідміну від літери Ŭŭ, яку використовує Інструкція з транслітерації білоруської мови.
Літера Ww присутня в розробленому історичному проєкті українського латинського альфабету Йосипом Лозинським «Абецадло» для позначення звуків /ʋ/ і /w/. Також в історичному проєкті української латинки Їречека літера Ww використовувалася лише в запозичених словах. У британській та

## Способи кодування
- У Юнікоді велика W кодується як U+0057 , мала w — U+0077.
- Код ASCII для великої W — 87, для малої w — 119; або у двійковій системі 01010111 та 01110111 відповідно.
- Код EBCDIC для великої W — 230, для малої w — 166.
- NCR код HTML та XML — «W» та «w» для великої та малої літер відповідно.

| Фонетичний алфавіт НАТО   | Фонетичний алфавіт НАТО | код Морзе                       | код Морзе    |
| Whiskey                   | Whiskey                 | ·––                             | ·––          |
|                           |                         |                                 | ⠺            |
| Морський прапорний сигнал | Семафорна абетка        | Американська жестова мова (ASL) | Шрифт Брайля |

## Інше використовування

### Велика літера
- У неорганічній хімії — символ вольфраму.
- В органічній хімії — позначення  триптофану.
- У фізиці — позначення потужності і вата.

### Мала літера
- У математиці — позначення одного з векторів у векторному просторі.
- У фонології — позначення дзвінкого губно-м'якопіднебінного апроксиманта.